# Cantons dels Pirineus Atlàntics

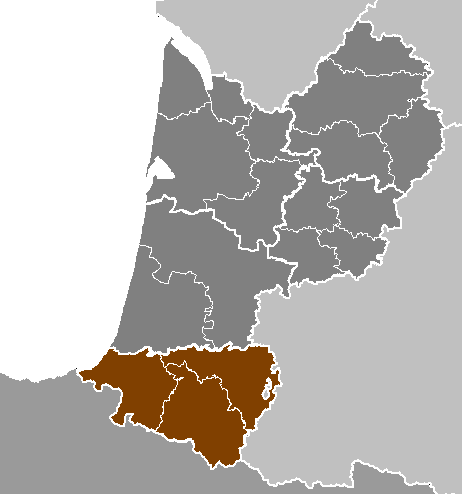
Districtes del departament dels Pirineus Atlàntics

Els Cantons dels Pirineus Atlàntics són 52 i s'agrupen en tres districtes:

## Districte de Baiona(19 cantons - sotsprefectura:Baiona)
| - cantó d'Anglet-Nord - cantó d'Anglet-Sud - cantó de Bastida - cantó de Baiona-Est - cantó de Baiona-Nord - cantó de Baiona-Oest - cantó de Biàrritz-Est | - cantó de Biàrritz-Oest - cantó de Bidaxune - cantó d'Ezpeleta - cantó d'Hazparne - cantó d'Hendaia - cantó d'Iholdi - cantó de Baigorri | - cantó de Donibane Lohizune - cantó de Donibane Garazi - cantó de Donapaleu - cantó d'Hiriburu - cantó d'Uztaritze |

## Districte d'Auloron(12 cantons - sotsprefectura:Auloron Santa Maria)
| - cantó d'Acós - cantó d'Aràmits - cantó d'Arudi - cantó de Laruntz | - cantó de La Seuva - cantó de Maule-Lextarre - cantó de Monenh - cantó de Navarrencs | - cantó d'Auloron Santa Maria-Est - cantó d'Auloron Santa Maria-Oest - cantó de Sauvatèrra de Biarn - cantó d'Atharratze-Sorholuze |

## Districte de Pau(21 cantons - prefectura:Pau)
| - cantó d'Artés de Biarn - cantó d'Arsac e Arrasiguet - cantó de Vilhèra - cantó de Garlin - cantó de Juranson - cantó de Lagor - cantó de Lenveja | - cantó de Lescar - cantó de Montaner - cantó de Morlans - cantó de Nai-Est - cantó de Nai-Oest - cantó d'Ortès - cantó de Pau-Centre | - cantó de Pau-Est - cantó de Pau-Nord - cantó de Pau-Oest - cantó de Pau-Sud - cantó de Pontac - cantó de Salias - cantó de Tèsa |